# 露天神社
露天神社（つゆのてんじんしゃ）は、大阪府大阪市北区曽根崎二丁目にある神社。旧社格は郷社。通称はお初天神。

## 祭神
祭神は以下の五柱の神を祀る。
- 大己貴大神
- 少彦名大神
- 天照皇大神
- 豊受姫大神
- 菅原道真

## 歴史
社伝によれば、この地はかつて曾根崎洲という大阪湾に浮ぶ孤島で、そこに「住吉住地曾根神」と祀っていたとされる。創建は大宝元年（701年）頃とされ、「難波八十島祭」旧跡の一社とされている。社名は、「梅雨のころに神社の前の井戸から水がわき出たため」ともいうもののほか、菅原道真が太宰府へ左遷される途中、ここで都を偲んで、
との一首を詠んで涙を流したからとも伝えられている。
時代が下ると祭神を天照皇大神として祀っていたことから、かつては難波神明社とも呼ばれ、日本七神明（東京芝神明宮、京都松原神明宮、京都東山神明宮、大阪難波神明宮、加賀金沢神明宮、信濃安曇神明宮、出羽湯殿山神明宮）の一つにも挙げられた。
近世に入ると概ね摂津国西成郡曾根崎村（キタの西半）が氏地となる。近松門左衛門のいたころの天神の境内は560余坪の広さがあり、近松は当時の天神の様子を「影暗く風しんしんたる曽根崎の森」、「天神の森」と書き記すほど木が鬱蒼と茂っていた。しかし、太平洋戦争による戦火と、その後の社殿復興のための境内の切り売りが行われた結果、現在の広さとなったものである。

## お初天神
元禄16年（1703年）に堂島新地の天満屋の遊女「お初」と内本町平野屋の手代「徳兵衛」が「天神の森（現在の社の裏手）」にて心中を遂げた。1ヶ月後、近松門左衛門はこの2人の悲恋を人形浄瑠璃『曽根崎心中』として発表したところ、当時の大きな話題となった。事件の神社は一躍有名となり、そのヒロインである「お初」の名前から以後今日に至るまで「お初天神」と通称されている。曽根崎心中の中では「三十三に御身を変へ、色で導き情けで教へ、恋を菩提の橋となし、渡して観世音、誓ひは妙に有難し」とお妙の名と観音信仰（明治以前は神仏習合が常態であった）をかけている。なお「お初」は天満屋での呼び名であり、墓所（慰霊碑）に記された久成寺（大阪市中央区中寺）での戒名は妙力信女であることから「お妙」などが推測される。

## 境内

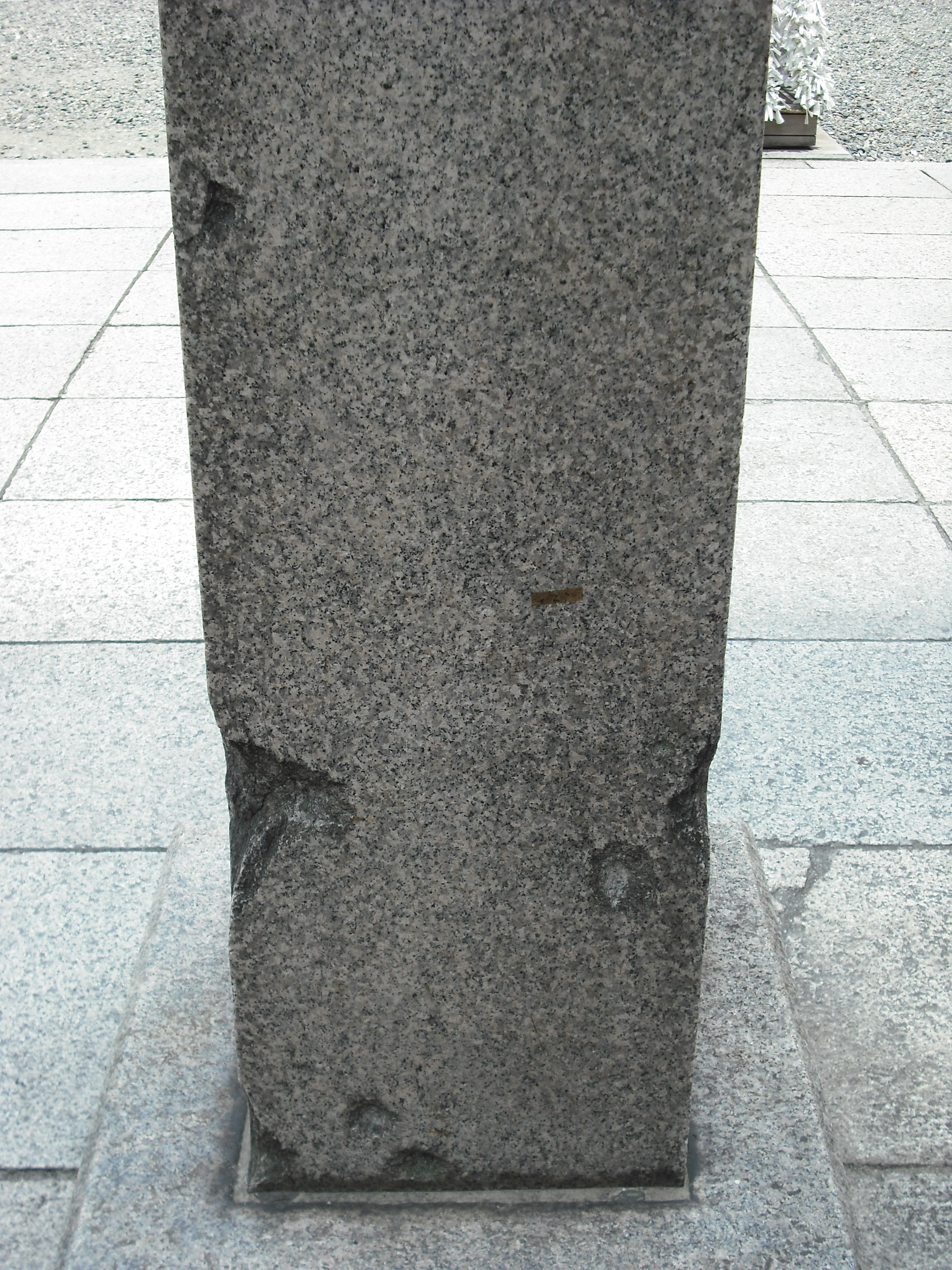
P-51による機銃掃射の跡

- 拝殿前の石柱には、太平洋戦争で大阪駅方向から飛来したP-51による機銃掃射の跡が残されている。
- 平成16年（2004年）には境内に「お初・徳兵衛」のブロンズ像[注釈 1]が建立された。

### ギャラリー

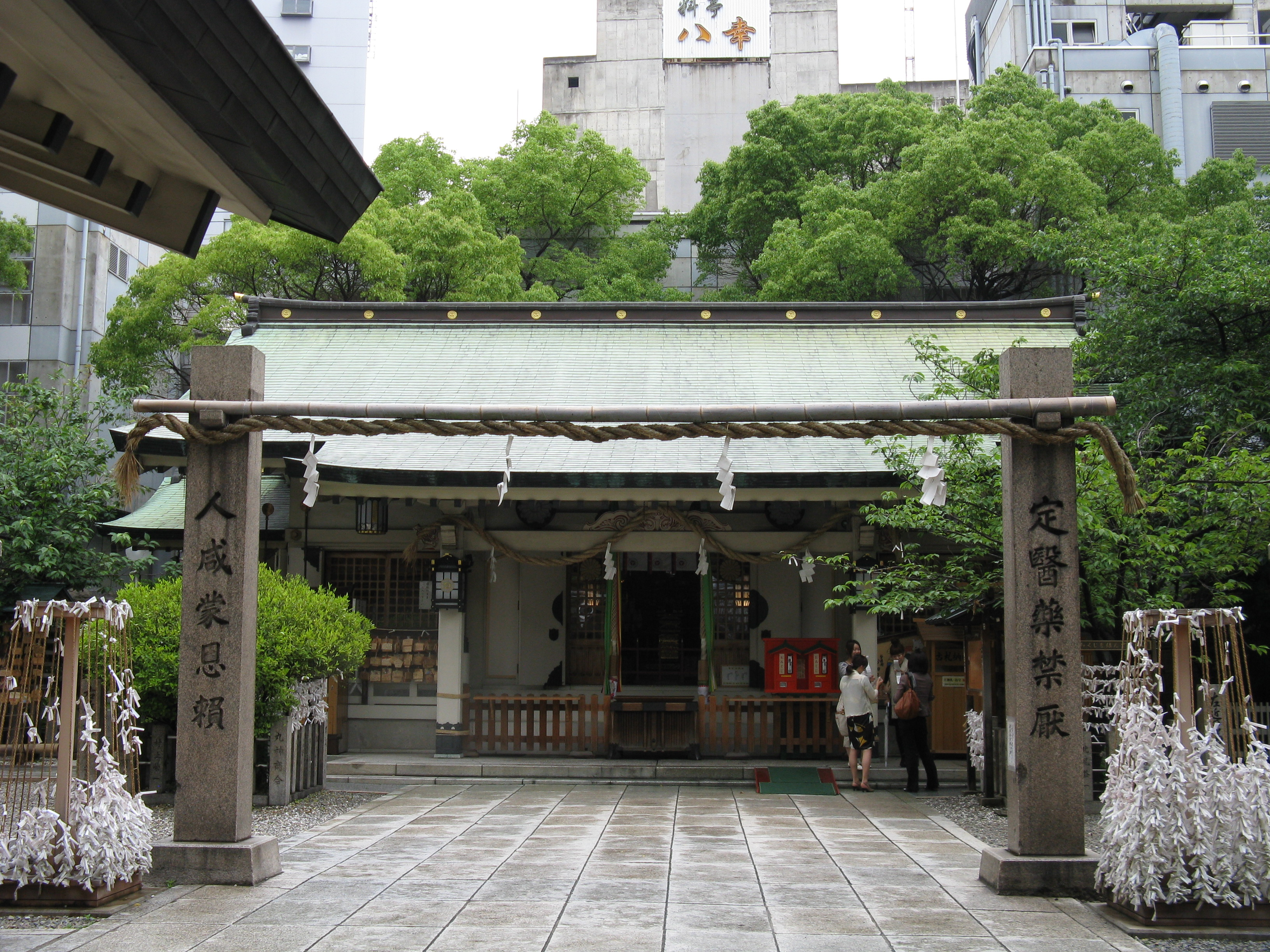
拝殿
お初と徳兵衛のブロンズ像
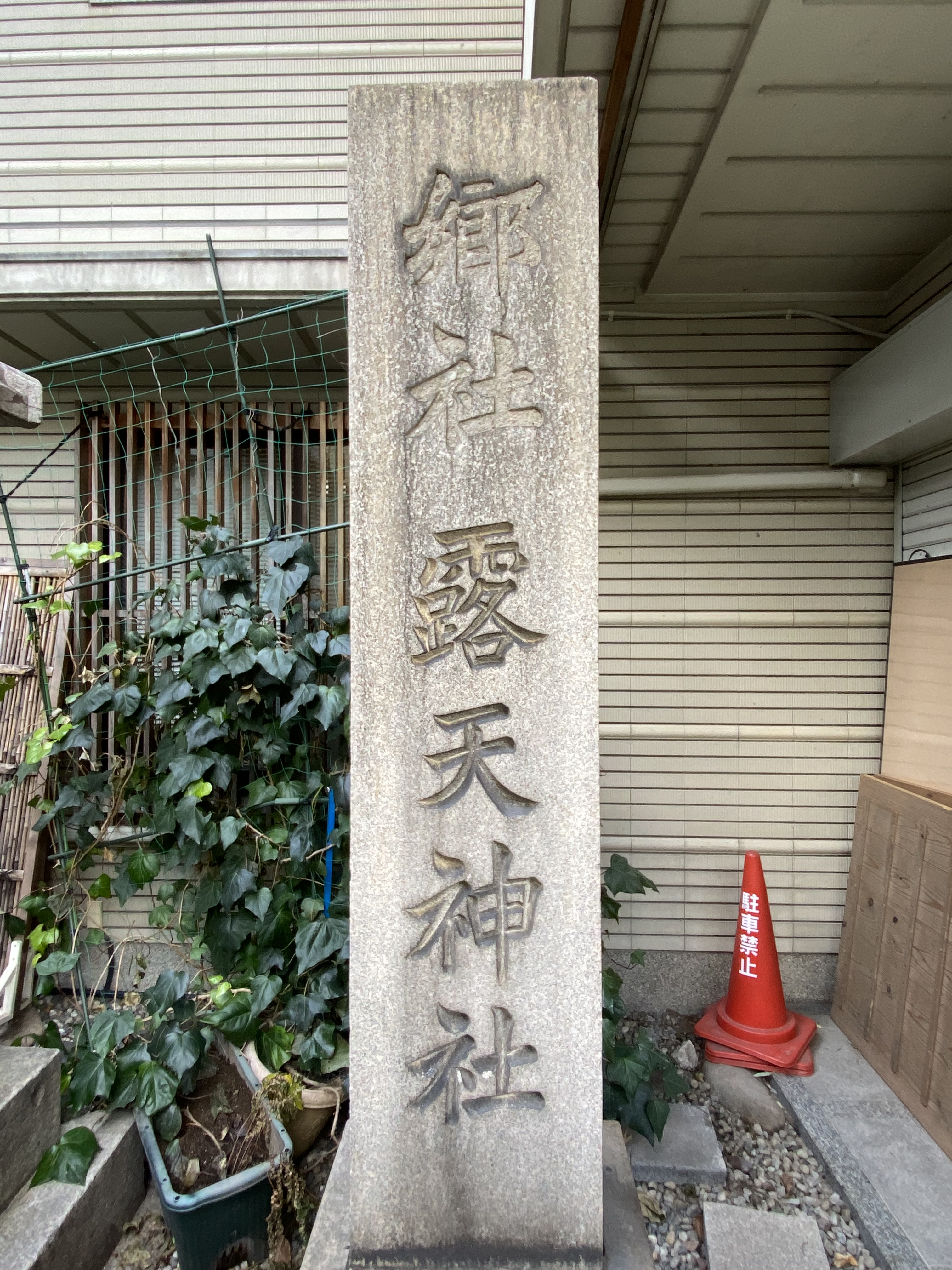
郷社の表示がある社標
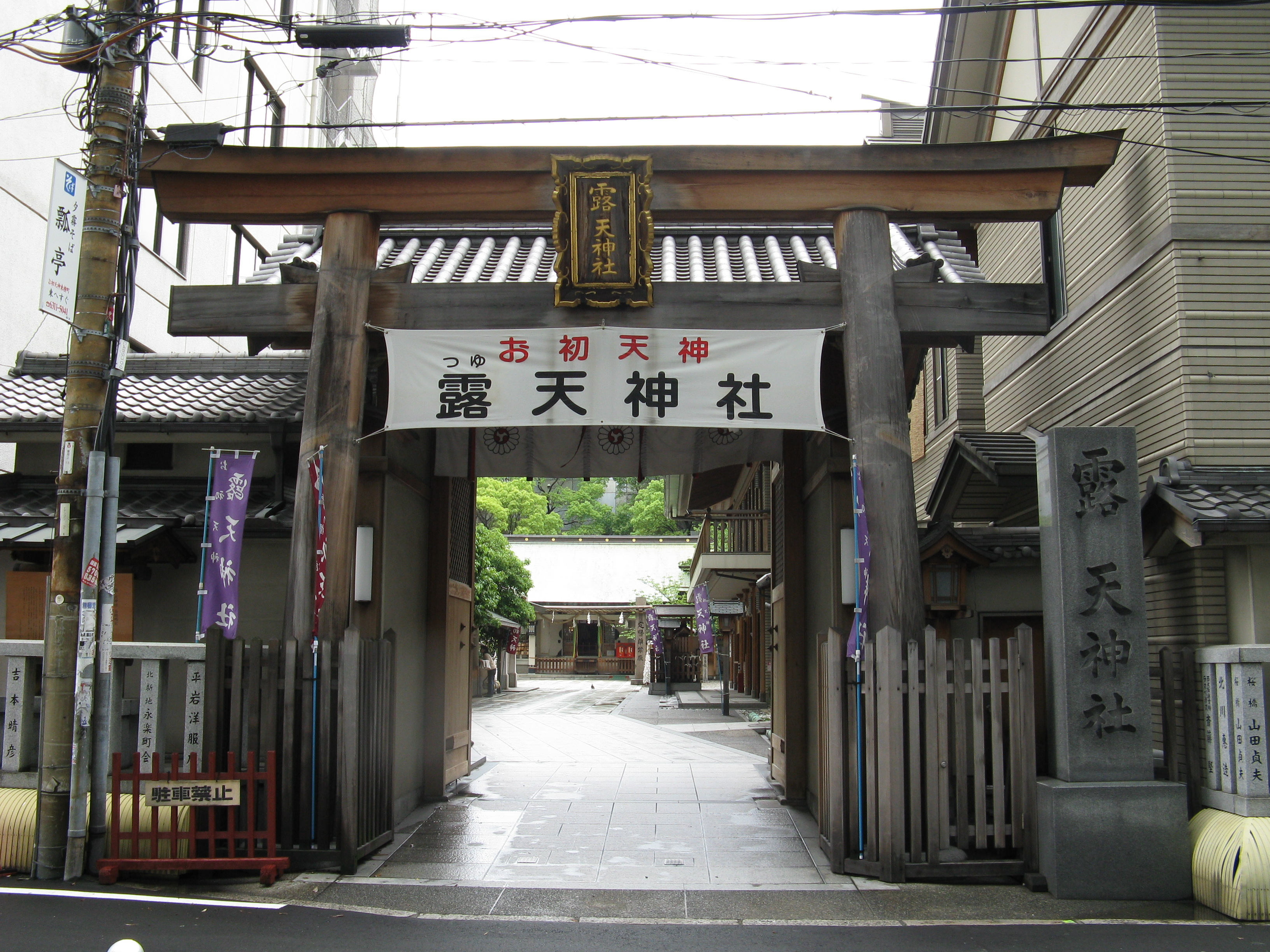
表参道
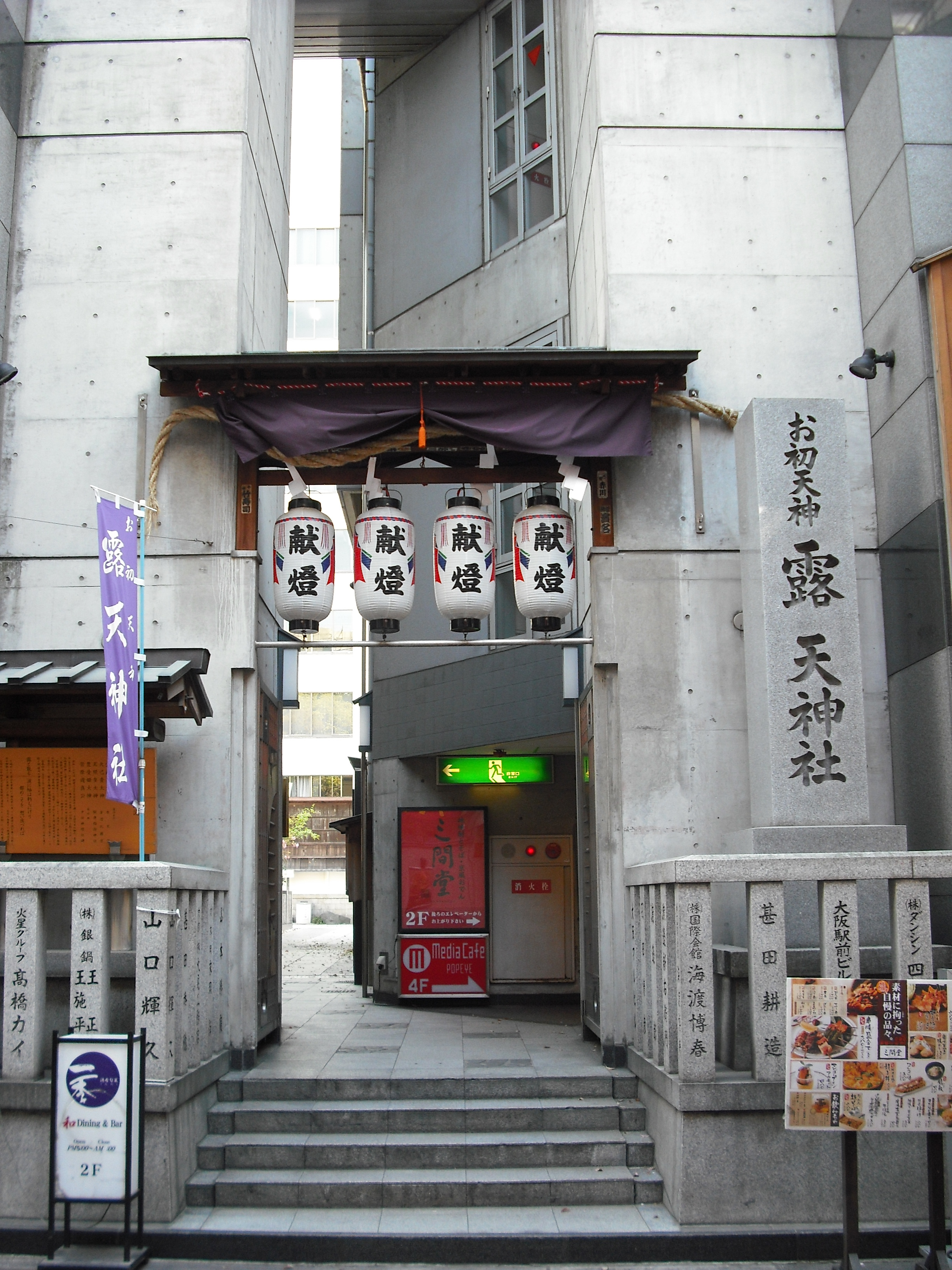
裏参道
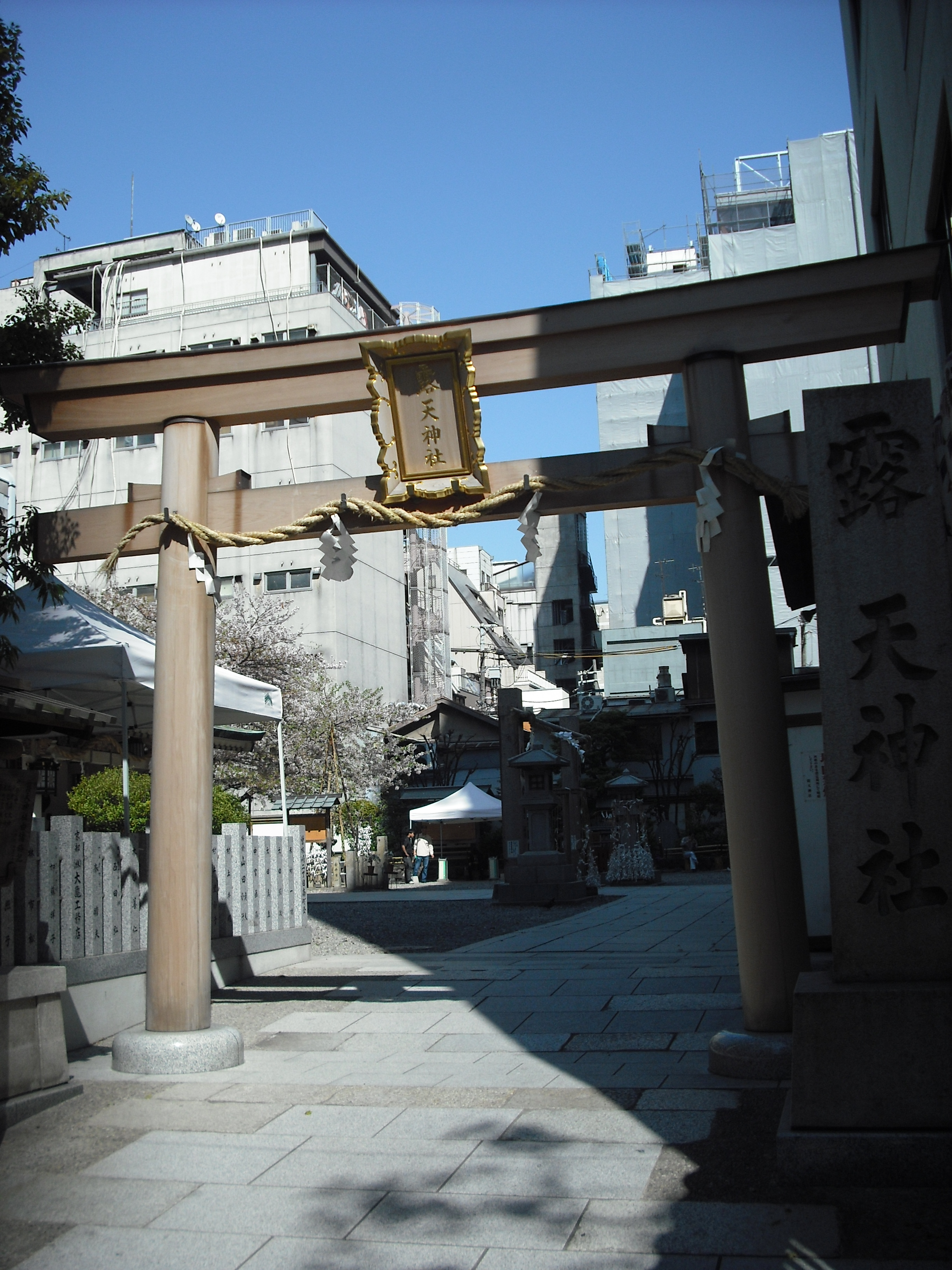
西側参道
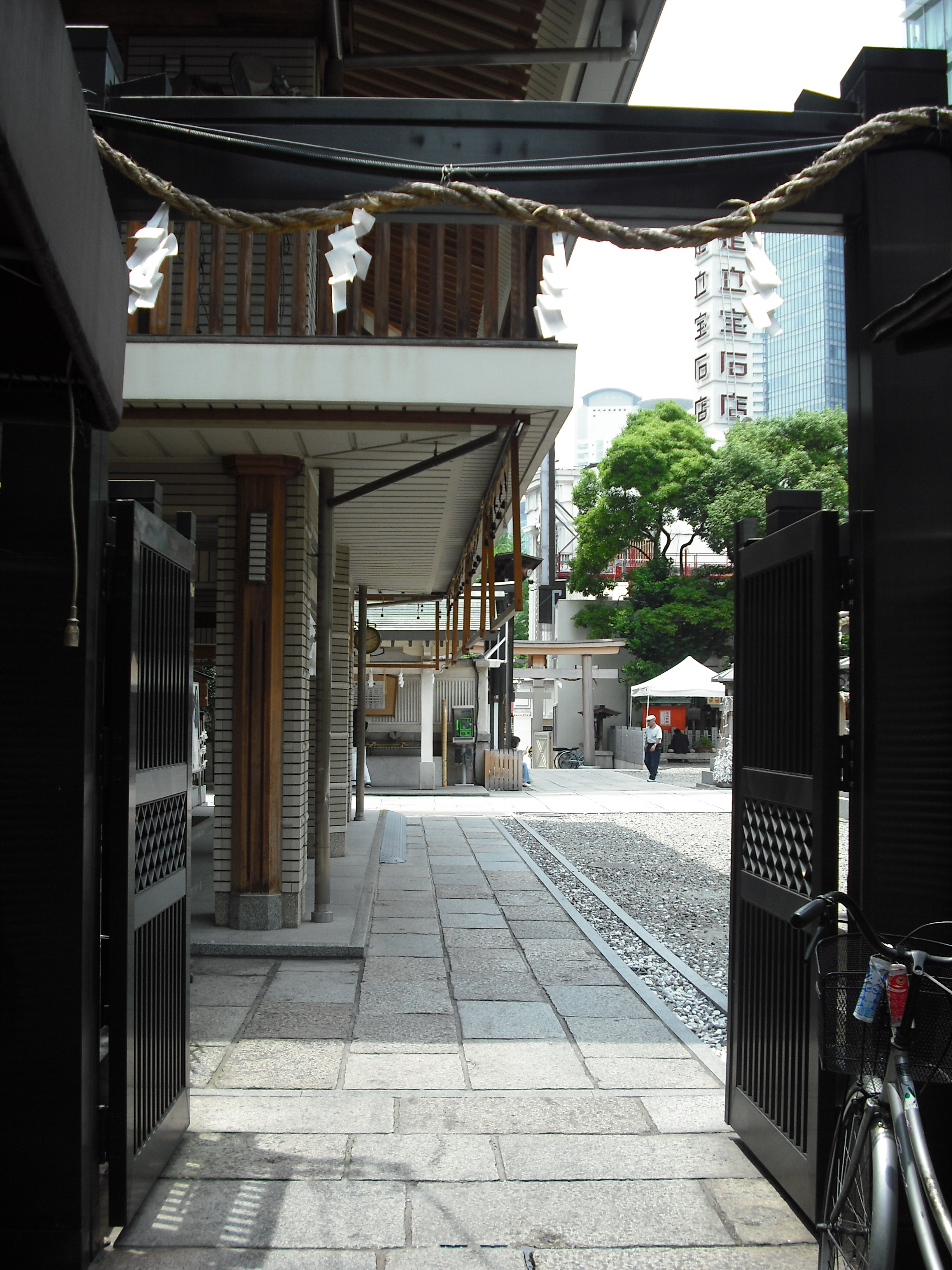
東側参道
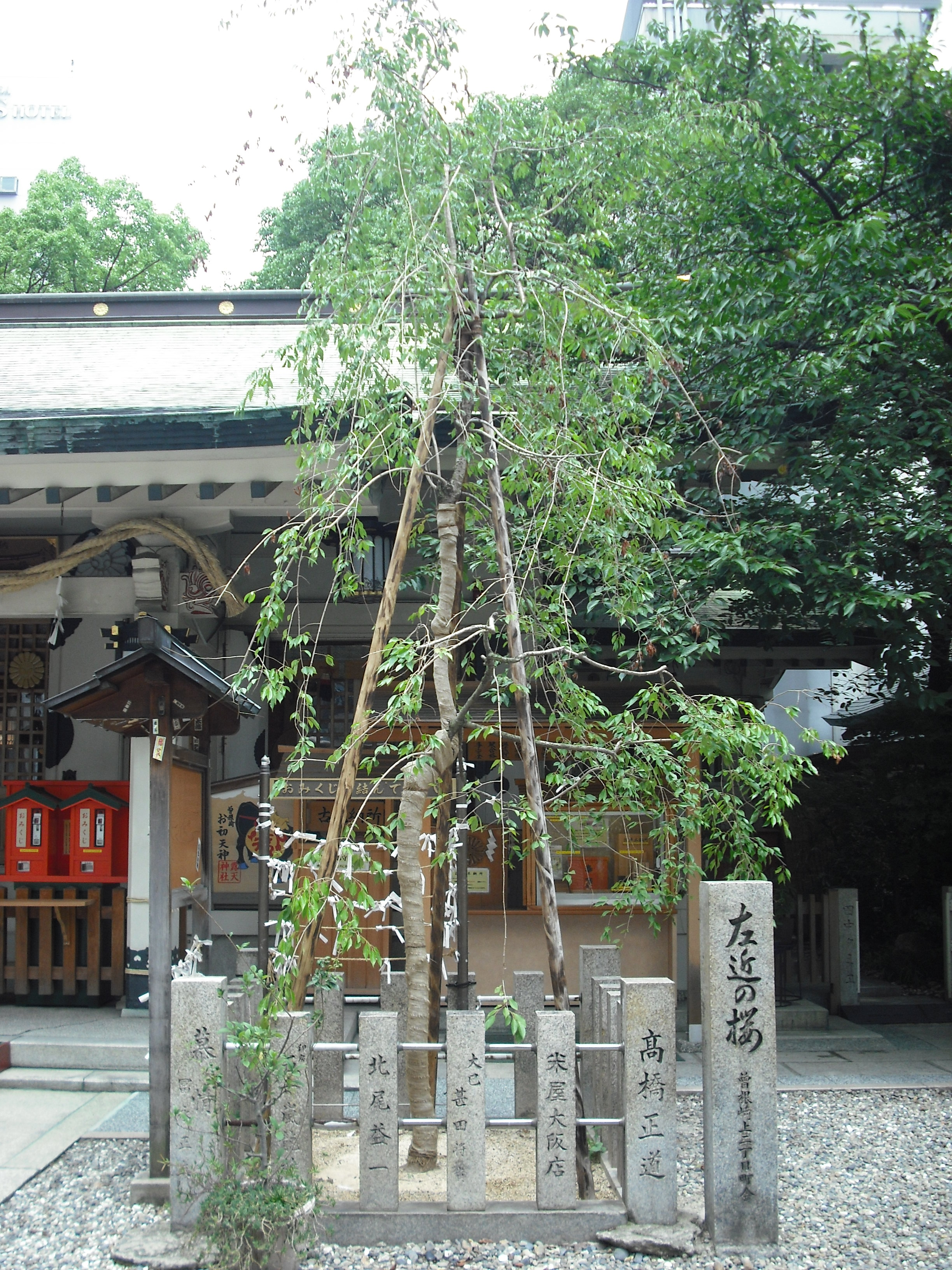
左近の桜
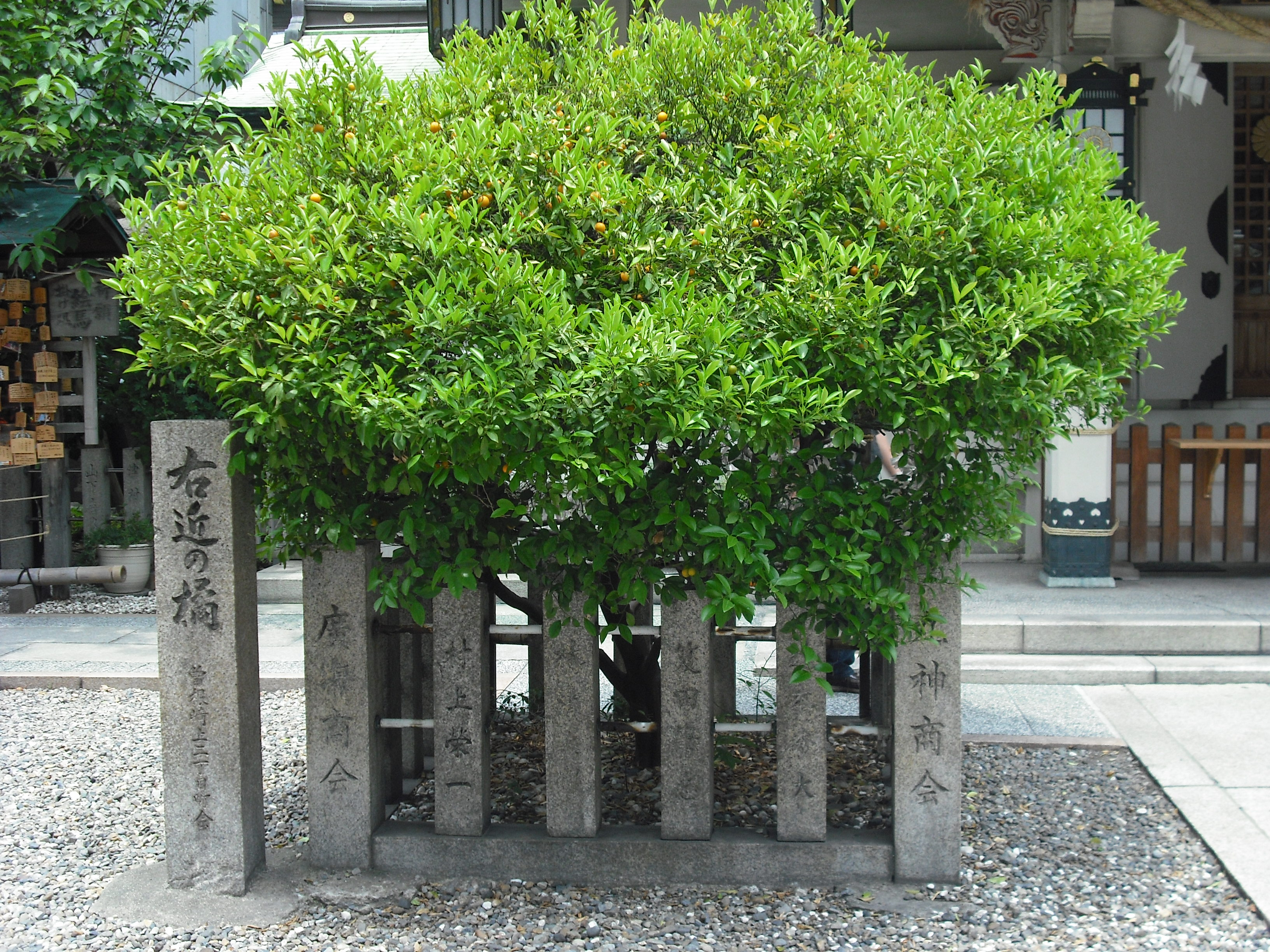
右近の橘
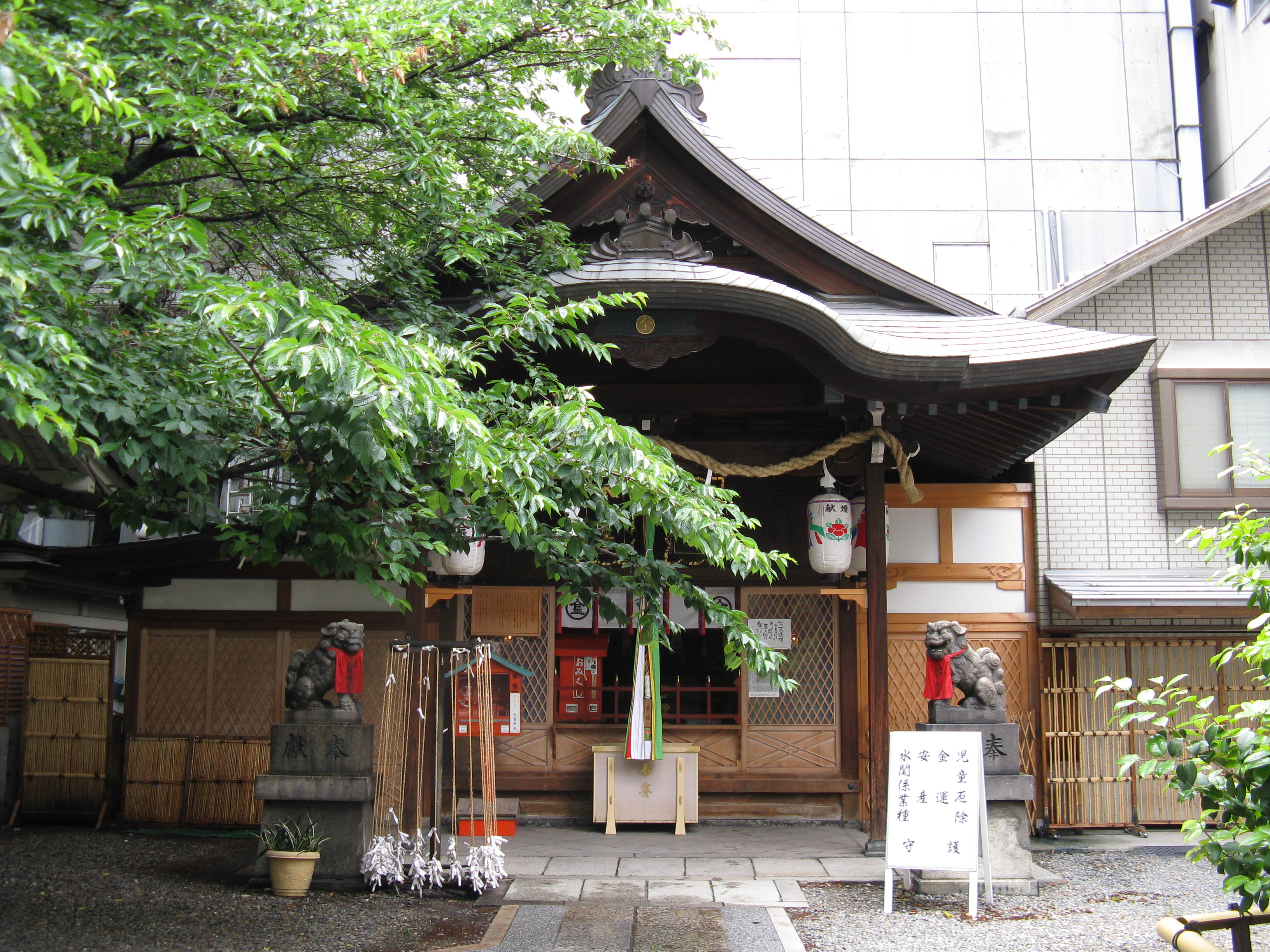
祓戸大神・御井神
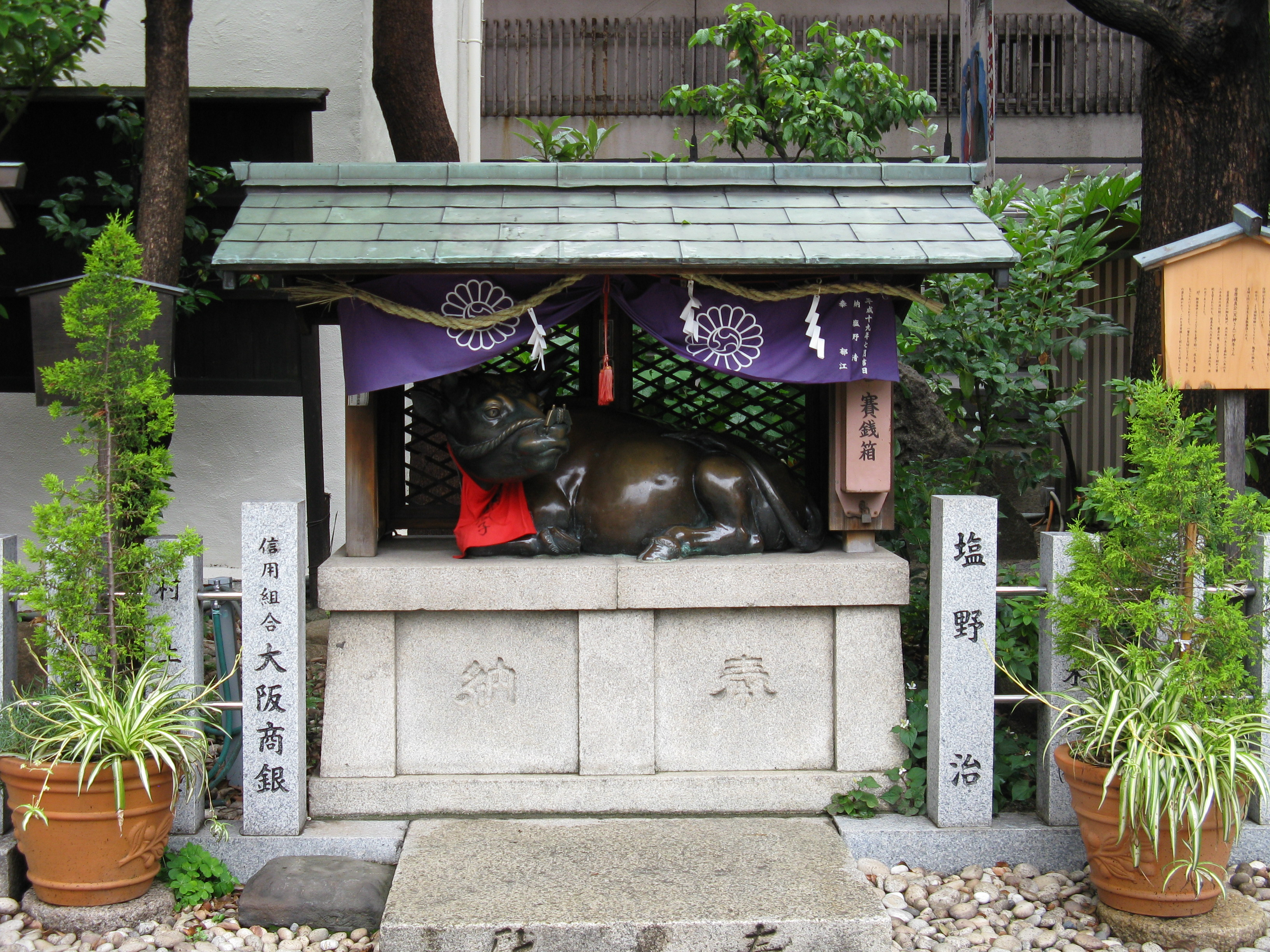
神牛舎
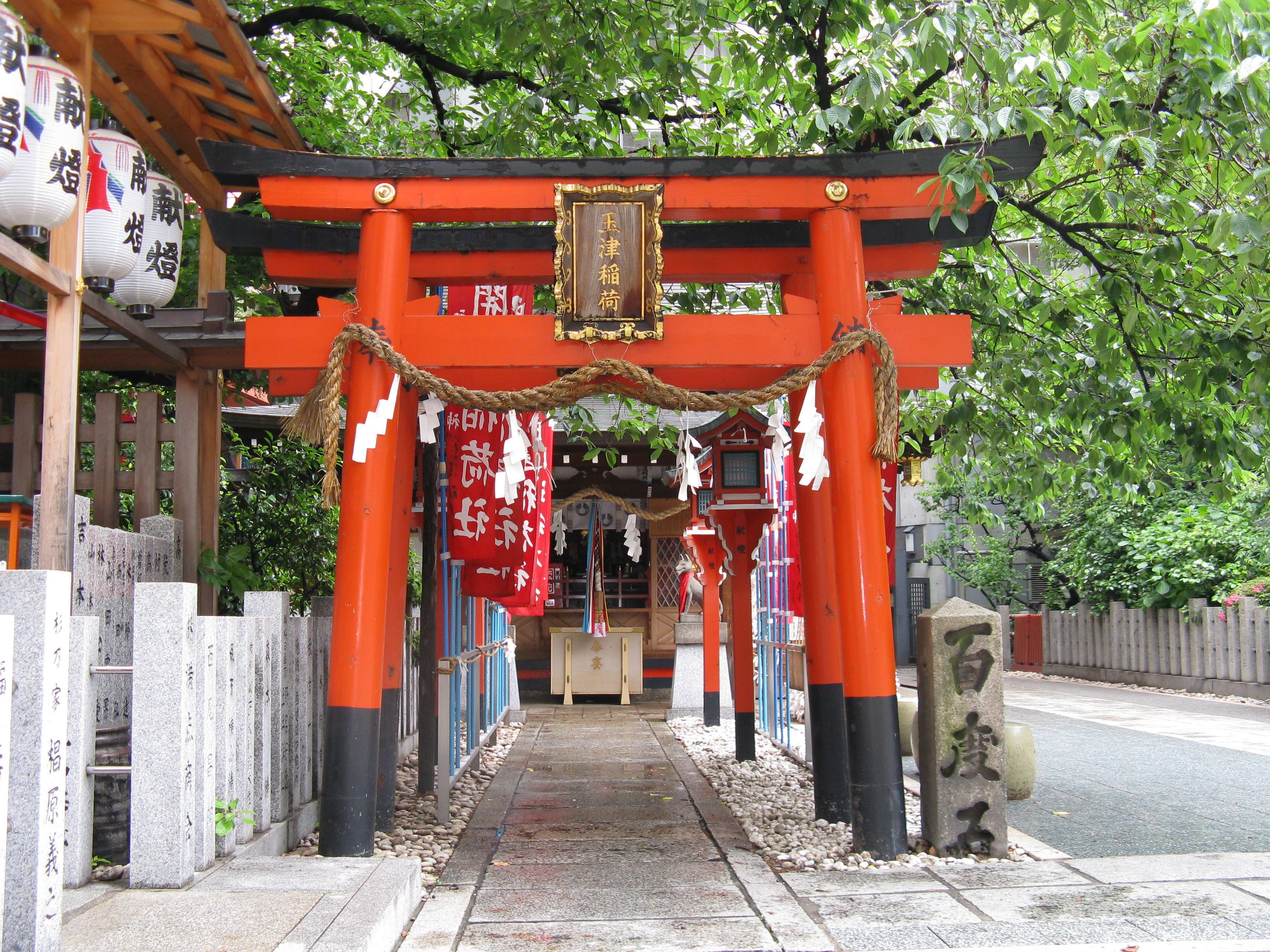
玉津稲荷

## 境末社
- 金刀比羅宮・水天宮（祭神：天乃御中主大神、安徳天皇、大物主大神、崇徳天皇、住吉大神、他二柱）
- 開運稲荷社（祭神：玉津大神、天信大神、融通大神、磯島大神）
- 難波神明社（祭神：天照皇大神・豊受姫大神） 大阪三神明の夕日神明社

## 主な行事
- 1月1日 - 初参り
- 2月3日 - 節分祭
- 4月7日 -「お初と徳兵衛祭り」
- 7月第3金・土曜日 - 例大祭（夏祭り）

## 現地情報
所在地
- 大阪府大阪市北区曽根崎二丁目5 - 4

交通アクセス
- 最寄駅：Osaka Metro谷町線東梅田駅下車後、徒歩約2分
- 最寄駅：Osaka Metro御堂筋線梅田駅及びJR東西線北新地駅下車後、徒歩約3分

周辺
- 曽根崎お初天神通り商店街
- 梅田OSホテル
- 大阪駅前第3ビル・第4ビル
- イーマ
- ディアモール大阪
- あいおいニッセイ同和損保フェニックスタワー
  - ザ・フェニックスホール
- 梅田新道
- 新御堂筋